# Paris (Texas)
Paris je město vzdálené 158 km severovýchodně od Dallasu – Fort Worth v Lamar County v USA. Leží ve východním Texasu, na západním okraji Piney Woods.
V roce 1900 zde žilo 9 358 obyvatel, v roce 1910 11 269, v roce 1920 už 15 040 a v roce 1940 to bylo 18 678 obyvatel. Podle sčítání z roku 2000 je ve městě 25 898 obyvatel. Je centrem okresu Lamar County, který má kolem 50 000 obyvatel.
Město bylo založeno v roce 1839 George W. Wrightem, o rok později se stalo sídlem okresu. Je jedním z patnácti měst v USA pojmenovaných podle Paříže a je z nich největší, proto užívá titul Druhá největší Paříž na světě. V roce 1993 zde byla postavena dvacet metrů vysoká replika Eiffelovy věže — poté, co si v Paris (Tennessee) postavili ještě vyšší věž, zvětšili Texasané tu svou přidáním červeného kovbojského klobouku na vrchol. Žil zde generál konfederační armády Samuel Bell Maxey, jehož dům je chráněnou historickou památkou.
Paris neblaze proslul kvůli případům rasově motivovaného násilí: v roce 1893 zde byl zlynčován Henry Smith, v roce 2008 vzbudila pozornost médií smrt dalšího černocha Brandona McClellanda, u níž existovaly pochybnosti, zda šlo o dopravní nehodu nebo vraždu.
Město má vlhké subtropické podnebí, nachází se v oblasti Tornado Alley, velké tornádo ho zasáhlo v dubnu 1982. V okolí se pěstuje bavlník, sídlí zde pobočky firem Kimberly-Clark a Campbell's. Školství reprezentuje Paris Junior College, nabízející pomaturitní vzdělávání.
Wim Wenders je autorem filmu Paříž, Texas (1984), ten se však v tomto městě nenatáčel.